# Hans Schimassek
Hans Schimassek (* 20. Jahrhundert; † 4. Oktober 2012) war ein deutscher Biochemiker und Hochschullehrer.

## Leben
Schimassek wurde 1951 an der Universität Mainz Ueber die Wirkung von Adrenalin, Hypophysin und Natriumlaktat an isolierten Arterien promoviert und habilitierte sich 1963 mit einer Arbeit Der Status des energieliefernden Stoffwechsels der isoliert perfundierten Rattenleber an der Universität Marburg. Dort wurde er 1968 zum Wissenschaftlichen Rat und Professor ernannt. Er folgte später einem Ruf an die Universität Heidelberg.
Sein Forschungsgebiet waren insbesondere Aspekte des Glykogen-Stoffwechsels in der Leber.

## Publikationen
- Hans Schimassek bei Research Gate
- Hans Schimassek bei Academictree